# Alsterthal-Terrain-Actien-Gesellschaft
Die Alsterthal-Terrain-Aktien-Gesellschaft (ATAG) wurde am 11. März 1912 mit dem Ziel gegründet, die Gutsflächen der Grundbesitzer in Poppenbüttel, Wellingsbüttel und Sasel zu Baugrundstücken aufzusiedeln. Die Landwirtschaft im Alstertal, deren Böden nur eine mittlere Ertragskraft besaßen, rentierte sich nicht mehr. Für die Aufsiedelung der Gutsflächen und deren Verkauf war eine Verkehrsanbindung an Hamburg eine notwendige Voraussetzung, die mit dem Bau der Vorortbahn von Ohlsdorf bis Poppenbüttel ab Dezember 1912 eingelöst wurde.
Mit der Erstellung der sogenannten ATAG-Klauseln sollte eine geordnete bauliche Entwicklung des Alstertales stattfinden. Darin wurden insbesondere Mindestgrößen der Baugrundstücke festgelegt, so dass Villengebiete entstehen, die dem besonderen landschaftlichen Charakter im Bereich des Alsterlaufes entsprachen.

## Geschichte

### Aufsiedelung der Gutsflächen in Baugrundstücke
Ende des 19. Jahrhunderts rentierte sich im Alstertal die Landwirtschaft nicht mehr, deren Böden nur mittlere Ertragskraft besaßen. Im Einzugsgebiet der Großstadt Hamburg mit den Industrie- und Hafenbetrieben konnten auch die Landarbeiter höhere Löhne fordern. Wie im Umland anderer deutscher Großstädte gingen die Landbesitzer dazu über das Acker- und Weideland zu parzellieren und als Bauland zu verkaufen. Erst 1904 ermöglichte die preußische Gesetzgebung die Aufsiedelung von Gutsanlagen.
Der Poppenbüttler Gutsbesitzer Eduard Henneberg (1866–1940) ließ sein gesamtes Areal von rund 2 Mio. m² parzellieren, also Wohn- und Wochenendgebiete, Straßen und Grünflächen ausweisen. Davon mussten 350.000 m² kosten- und lastenfrei für Straßen, Wege und Grünflächen der öffentlichen Hand überlassen werden. Flächen am Kupferteich, der Hennebergsche Wohnsitz am Markt und der Grundbesitz in Hummelsbüttel wurden nicht einbezogen. Entsprechende Absichten verfolgten die Gutsbesitzer Otto Jonathan Hübbe in Wellingsbüttel und Conrad Reuter in Sasel mit ihren Ländereien.

### Gründungen der Alsterthalbahn- und Alsterthal-Terrain-Gesellschaften
Um die Grundstücke attraktiv zu machen, musste eine Verkehrsverbindung von Hamburg ins Alstertal geschaffen werden. Überlegungen hierzu gab es schon Ende des 19. Jahrhunderts von der Poppenbüttler Gemeindevertretung, gefördert durch den Gutsherren Henneberg. 1897 beschloss die Gemeindeverwaltung für den Bau einer Bahn nach Hamburg das erforderliche Land zur Verfügung zu stellen. Auf Initiative des Hamburger Immobilienmakler Johann Vincent Wentzel (1865–1919) schlossen sich die drei Gutsbesitzer von Poppenbüttel, Wellingsbüttel und Sasel zu einem Komitee zum Bau der Bahnverbindung zwischen Ohlsdorf und Poppenbüttel zusammen und gründeten 1908 die Alsterthalbahn GmbH. Zwei Jahre später gründeten sie die Alsterthal-Terrain-Gesellschaft zur Aufsiedelung ihrer Gutsflächen. Dafür mussten die Grundbesitzer bindende Erklärungen zur Herausgabe ihres Grundbesitzes unterzeichnen. Henneberg brachte 2 Mio. m² in die Gesellschaft ein, Hübbe rund 1,3 Mio. m² und Reuter etwa 600.000 m². Am 11. März 1912 wurde die Alsterthal-Terrain-Gesellschaft in eine Aktiengesellschaft, die Alsterthal-Terrain-Aktiengesellschaft (ATAG) mit einem Grundkapital von 4 Mio. Mark umgewandelt. 
Mittlerweile wurde die Alstertalbahn GmbH in eine Aktiengesellschaft umgewandelt und führte so den Namen Alstertalbahn-Aktiengesellschaft (ABAG). Hauptaktionär war die Alstertal-Terrain-Aktiengesellschaft.
In der preußischen Konzessionsurkunde vom 11. März 1912 wurde der Alstertalbahn-Aktiengesellschaft der Bau und der Betrieb der Eisenbahn von Ohlsdorf nach Poppenbüttel erteilt. Als Sitz der Gesellschaft wurde darin Wellingsbüttel genannt. Das zur Anschaffung und Ausrüstung der Bahn erforderliche Anlagekapital wurde auf den Betrag von 2.183.000 Mark festgelegt. 500.000 Mark sollte durch die Vergabe von Aktien (Grundkapital) und 1.683.00 Mark durch die Alstertal-Terrain-Gesellschaft als ein nicht rückzahlbarer Zuschuss zu den Baukosten aufgebracht werden. Im Fall der Überschreitung der Baukosten verpflichtete sich die "Alstertal-Terrain-Gesellschaft" bis zu 300.000 Mark zu übernehmen.
Am 17. März desselben Jahres schlossen der Senat der Freien und Hansestadt Hamburg und der König von Preußen einen Vertrag über die Herstellung der Alstertalbahn. Das Tiefbauunternehmen Berlin-Wilmersdorf sollte die Alstertalbahn für rund 2 Mio. Mark bauen. Im Dezember 1912 begannen die Bauarbeiten an der Trasse Ohlsdorf-Poppenbüttel. Durch den Ersten Weltkrieg verzögerte sich der Bau des Bahnkörpers, so dass der erste Zug der Alsterbahn am 15. Januar 1918 nach Poppenbüttel fuhr.

### Verkauf der Baugrundstücke und Bauvorschriften

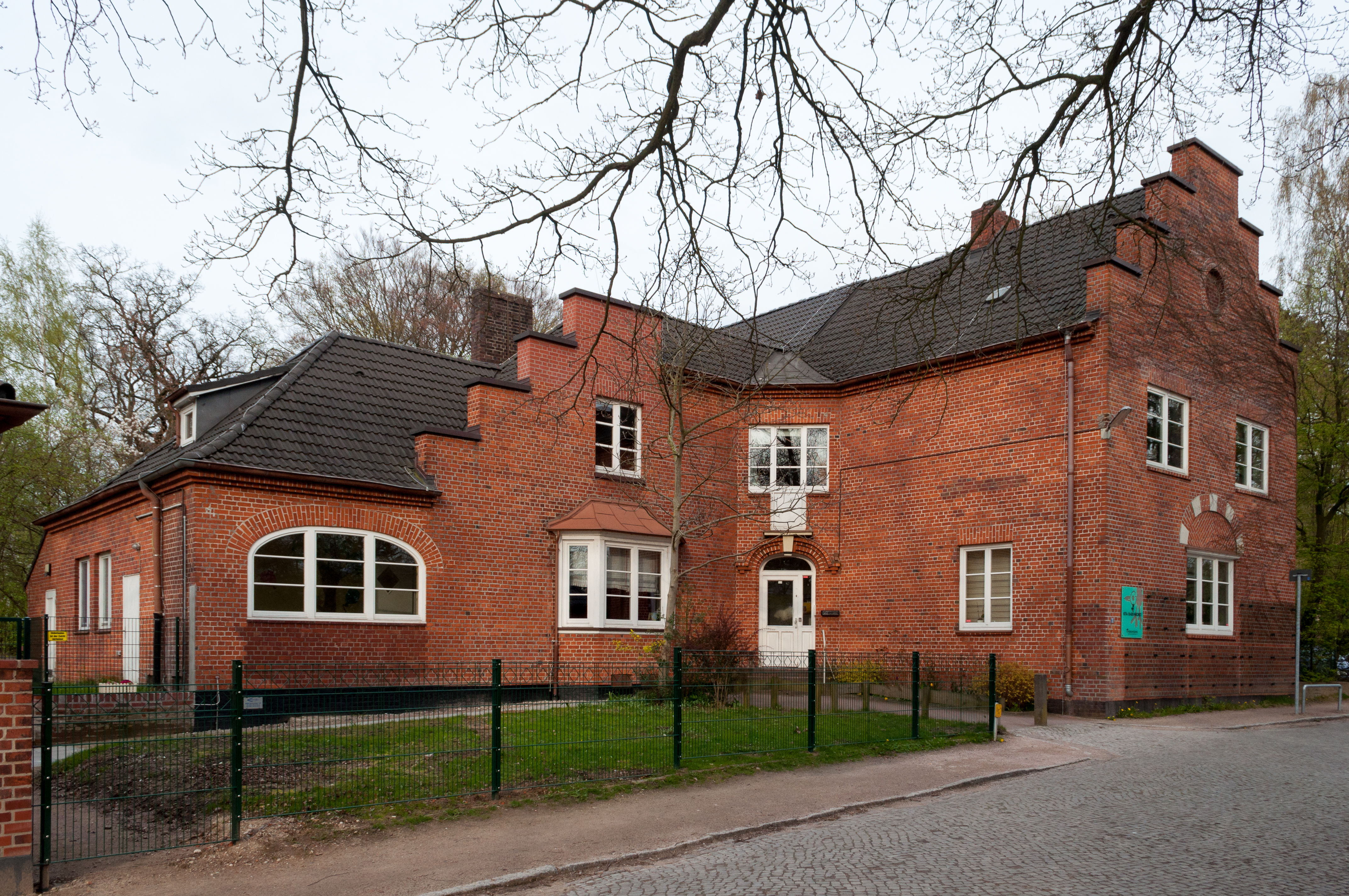
Ehemaliges Verwaltungsgebäude der Alsterthal-Terrain-Aktien-Gesellschaft

Dem ersten Vorstand der Alsterthal-Terrain-Aktiengesellschaft gehörten Johann Vincent Wentzel und R. Gottfried Krichauff an, dem Aufsichtsrat Eduard Henneberg und Conrad Reuter. Die hochgesteckten Erwartungen der Gutsbesitzer blieben jedoch durch den Kriegsausbruch 1914 und die Inflation unerfüllt. Bis 1914 konnte die Gesellschaft nur 12 Grundstücke mit insgesamt 67.600 m Fläche verkaufen, überwiegend Villenplätze an der Alster. Erst in den 1930er Jahren stiegen die Verkaufszahlen der Grundstücke. Auf dem Gedenkstein von 1926 ehrt der Bürgerverein Poppenbüttel Johann Vincent Wentzel als den Erschließer des Alstertals.

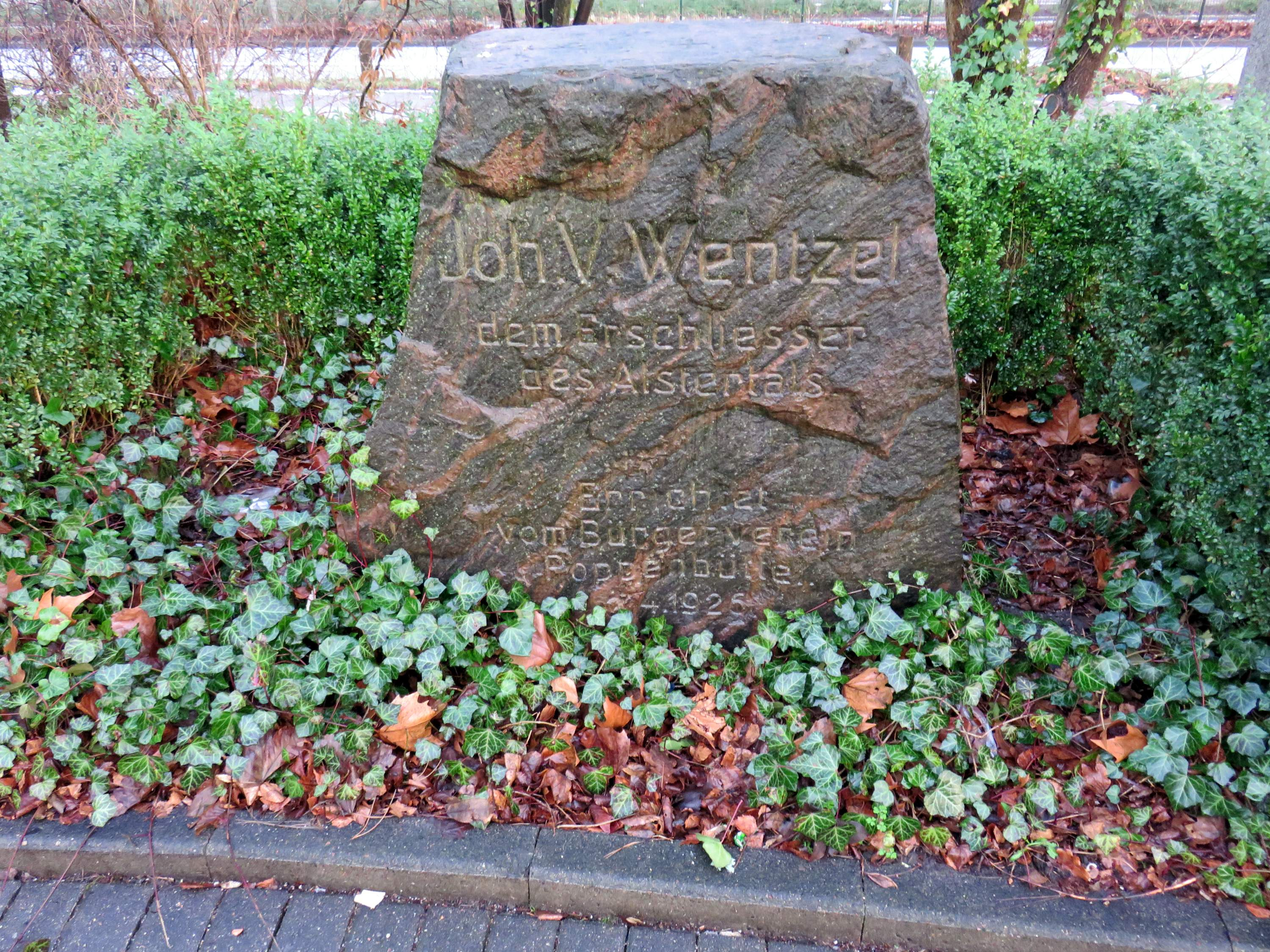
Gedenkstein von 1926 für den Hamburger Immobilienmakler Johann Vincent Wentzel

Von 1933 bis 1937 war Otto Henneberg (1905–1986), Sohn des Eduard Henneberg, Geschäftsführer der ATAG, die ihren Sitz in Wellingsbüttel, Rabenhorst 11 hatte. Neben dem Verkauf der Grundstücke entwickelte das Unternehmen Bebauungspläne und Bauvorschriften für die Aufsiedlung des Alstertals. Mit der Erstellung der sogenannten ATAG-Klauseln im Jahre 1913 sollte eine geordnete bauliche Entwicklung des Alstertales gewährleistet werden. Insbesondere sollte mit Mindestgrößen der Grundstücke von 1000, 1500, 2500 oder 5000 m² sichergestellt werden, dass Villengebiete entstehen, die dem besonderen landschaftlichen Charakter im Bereich des Alsterlaufes entsprachen. Der Zuschnitt der Grundstücke am Alsterlauf in Wellingsbüttel mit einer Mindestgröße von 5000 m² sollte zudem die Exklusivität des Ortes sichern. Die Bauklassen A, B, D, D1, D1a und E (die Bauklasse C wurde niemals angewandt) gaben jeweils die Mindestgrundstücksgröße an. Die Vorschriften galten als fortschrittlich, da es in Preußen noch kein Bauplanungsrecht gab.
Nach der Liquidation der ATAG im Jahre 1947 wurde die Stadt Hamburg Rechtsnachfolger, der bis heute gehalten ist, bei seiner Bebauungsplanung die ATAG-Klauseln zu berücksichtigen.